# Duchacze
Duchacze, Zgromadzenie Ducha Świętego pod opieką Niepokalanego Serca Maryi Panny – zgromadzenie zakonne założone przez Klaudiusza Poullart des Places w 1703 roku.

## Historia
Klaudiusz Poullart des Places będąc klerykiem zgromadził wokół siebie biednych seminarzystów i w uroczystość Zesłania Ducha Świętego (27 maja 1703 roku) założył Zgromadzenie Ducha Świętego. Założyciel zakonu zmarł z wyczerpania w 1709 roku. W 1848 roku Zgromadzenie Ducha Świętego połączyło się ze Stowarzyszeniem Niepokalanego Serca Maryi, które założył 25 września 1841 roku konwertyta, o. Franciszek Libermann.

## Charyzmat
Zgromadzenie Ducha Świętego jest instytutem misyjnym, którego głównym celem jest głoszenie Dobrej Nowiny i zakładanie Kościoła wśród ludów i grup społecznych, do których członkowie zgromadzenia nie dotarli wcześniej. Wspólne życie jest nieodzownym warunkiem działalności apostolskiej misjonarzy ze Zgromadzenia Ducha Świętego, gdyż ta przekracza możliwości jednostki. Pracy codziennej misjonarzy przyświeca hasło Zgromadzenia: „Jedno serce i jedna dusza”. Poza budowaniem Kościoła tam, gdzie on jeszcze nie istnieje, ojcowie oddają się szkolnictwu, zajmują się losem emigrantów, a także duszpasterstwem i pracą rekolekcyjną.

## Duchacze w Polsce
Polska prowincja Duchaczy została założona w 1921 w Bydgoszczy. 
Obecnie ma siedem domów zakonnych: 
- w Bydgoszczy: przy Alejach Jana Pawła II (siedziba prowincji, Wyższe Seminarium Duchowne oraz kościół rektorski) – od 1922 r.,
- w Puszczykowie k. Poznania – od 1932 r.,
- w Chełmszczonce k. Fordonu – od 1937 r.,
- w Cielądzu k. Rawy Mazowieckiej – od 1971 r.,
- w Chojnicach – od 1976 r.,
- w Zbyszycach k. Nowego Sącza – od 1991 r.,
- w Bydgoszczy na Glinkach – od 1999 r.

W Polsce duchacze głoszą misje i rekolekcje, organizują spotkania z młodzieżą. Od 1994 Zgromadzenie wydaje własny periodyk „Posłaniec Ducha Świętego”. Obecnie działa ponad 80 polskich misjonarzy – z czego w Polsce 50. Na świecie pracę misyjną prowadzi około 3050 duchaczy różnych narodowości.
Funkcję prowincjała pełni obecnie o. Marcin Dusiński CSSp.

### Polscy duchacze za granicą[2]
- 4 w Belgii
- 1 w Brazylii
- 2 w Chorwacji
- 4 we Francji
- 1 w Kamerunie
- 3 w Kanadzie
- 2 na Madagaskarze
- 1 w Mauretanii
- 2 w Mauritiusie
- 2 w Meksyku
- 2 w Niemczech
- 2 w Paragwaju
- 1 w Republice Południowej Afryki
- 1 w Senegalu
- 2 w Wielkiej Brytanii
- 1 we Włoszech

## Habit
Duchacze noszą czarną (w Afryce białą) sutannę duchowieństwa diecezjalnego bez zewnętrznych guzików, z ręcznie tkanym wełnianym sznurem (zawsze czarnym).